# Бішофсгайм (Гессен)
Бішофсгайм (нім. Bischofsheim) — громада в Німеччині, знаходиться в землі Гессен. Підпорядковується адміністративному округу Дармштадт. Входить до складу району Грос-Герау.
Площа — 9,03 км2. Населення становить 13 075 ос. (станом на 31 грудня 2020).